# کاکرو یوگا
کاکرو یوگا (kakuru) از شخصیت های  انیمیشن فوتبالیست ها ساخت ژاپن است. او به عنوان تنها رقیب جدی سوباسا اوزارا شناخته می شود تا قبل از جام جهانی این دو رقیب بودند ولی بعد جام جهانی در یک تیم توپ زدند. او با شوت ببری یا به شهرت رسیده است. برخلاف سوباسا سبک قدرتی دارد.
 کاکرو شخصیت اصلی داستان است در کنار سوباسا و تارو میساکی و واکابایاشی البته لازم به ذکر است تارو میساکی شخصیت اصلی-فرعی می باشد. 